# Battaglia di Rudiano
La battaglia di Rudiano, chiamata anche della mala morte (o Malamorte), si svolse il 7 luglio 1191 tra il comune di Bergamo, con i suoi alleati Cremona, Pavia, Parma, Lodi e Tortona e il comune di Brescia, appoggiato dal comune di Milano.
La leggenda vuole che partecipasse a questo scontro anche Sant'Obizio di Niardo.

## Preludio
La causa scatenante lo scontro è di difficile ricostruzione, anche se sembra che debba ricercarsi nelle questioni confinarie tra Bergamo e Brescia lungo il corso dell'Oglio. Fatto specifico sembra fosse l'acquisto da parte del comune di Brescia di fondi a Calepio, Sarnico, Merlo e Mezze sul lato occidentale dell'Oglio, di possesso di Vilfredo e Lanfranco conti di Calepio. A ciò si aggiunge l'alleanza tra Brescia e Crema a sfavore di Cremona, la quale voleva imporre i conti di Camisano a dominio di quest'ultima.. La battaglia viene a essere anche un punto di svolta nella terza guerra per il possesso del Castello di Volpino, da un secolo conteso tra le due fazioni.
Il comune di Milano, così come quello di Pavia, dal 3 marzo 1191 si era legato a Brescia in un'alleanza quinquennale.

## Lo scontro
Gli schieramenti si disposero lungo le rive opposte del fiume Oglio: a occidente, tra Palosco e Telgate, i bergamaschi; proprio di fronte a loro, accampati a Palazzolo, i bresciani, in attesa dei soccorsi milanesi.. I cremonesi, più a sud sulla sponda occidentale, erano accampati presso Soncino. Per controllarne le mosse i bresciani inviarono un manipolo di uomini, al comando di Biatta da Palazzo, nel castello di Pumemengo prospiciente di Rudiano.
La mattina del 7 luglio i cremonesi attraversarono il fiume a sud di Cividate su un ponte di barche costruito in poche ore durante la notte, e si diressero verso nord in direzione di Palazzolo. Al loro seguito venivano i bergamaschi che li avevano raggiunti nottetempo. Nella tarda mattinata, non potendo più attendere oltre gli aiuti milanesi che tardavano ad arrivare, l'esercito bresciano, diviso in quattro schiere, si diresse verso gli invasori che saccheggiavano il territorio.
In un primo tempo le forze si equilibrarono, ma il ritardo degli alleati milanesi col passare del tempo demoralizzò i bresciani, che iniziarono a sbandare. A questo punto Biatta da Palazzo, con l'esiguo numero uomini che aveva al seguito, marciò verso il luogo dello scontro, al suono di trombe e tamburi, alle spalle di cremonesi e bergamaschi. A seguito di questo evento improvviso le fonti raccontano che gli eserciti invasori si diedero alla fuga, forse temendo l'arrivo dei soccorsi milanesi e non accorgendosi delle effettive dimensioni degli assalitori.
Ripiegando verso il fiume Oglio, la foga di passarlo provocò il crollo del ponte costruito nella nottata, affogando molti uomini e lasciando i superstiti inermi esposti al massacro da parte delle truppe bresciane ormai galvanizzate.

## Epilogo
A seguito dello scontro i bresciani portarono a Brescia il carroccio nemico, offrendolo in duomo come ringraziamento per la vittoria. Solo successivamente arrivarono i rinforzi milanesi che vennero accolti tra grandi feste.
A una definitiva pacificazione tra i due schieramenti si giunse solo l'8 dicembre 1191 con l'intervento di Enrico VI, che impose la restituzione dei territori contesi a sud del lago d'Iseo (Sarnico, Moro e Calepio) ai bergamaschi e invece il passaggio di quelli a nord, in Val Camonica, (Volpino, Qualino, Ceratello con i loro rispettivi castelli) in mano bresciana.